# Charles Cordier
Charles Cordier (* 25. August 1897 in Zürich; † 8. August 1994 ebenda) war ein Schweizer Tierfänger und -händler, Ornithologe und Vogelzüchter. Er galt weltweit als einer der bedeutendsten und fortschrittlichsten Tierfänger seiner Zeit.

## Leben und Werk
Charles Cordier war ein Sohn des aus Pizy stammenden Buchhalters Friedrich Cordier und der aus Tablat stammenden Elsie, geborene Berswinger. Er absolvierte eine kaufmännische Lehre bei der Schweizerischen Bankgesellschaft. Anschliessend arbeitete er beim «Crédit du Léman» in Vevey, später bei der Holzimportfirma J. Deneufville in Genf.
1921 brach er die für ihn vorgesehene bürgerliche Laufbahn als Bankangestellter ab und wandte sich berufsmässig dem Fang und der Zucht von europäischen Vögeln zu. Seine Fangmethoden bestanden mehrheitlich aus einfachen Japannetze, Leimruten und Lebendfallen, die er erst nach sorgfältigem Studium der betreffenden Tierart einsetzte. Zudem dokumentierte er seine Fänge jeweils mit genauen Angaben. Für die Suche benutzte Cordier die von Lloyd Sandford (1917–1971) speziell hergestellten Ölbilder auf 30 × 30 cm grossen Holzplatten. Diese zeigte er im Verbreitungsgebiet der Art der dortigen Bevölkerung. Sandford arbeitete als Illustrator von Naturthemen für die New York Zoological Society.
Cordier reiste 1924 im Auftrag von George «Bruce Chapmans Livestock Emporium London», damals einer der bedeutendsten Tierhändler der Welt, unter Deck nach Brasilien, um mit einer grösseren Anzahl Blaustirnamazonen (Amazona aestiva) nach England zurückzukehren. In jener Zeit entwickelte er leichte und zerlegbare Vogelkäfige mit verschieden gestaltetem Futter und Trinkgefässen. Die exotischen Vögel erwarb u. a. der Zoologische Garten Berlin.
Cordier reiste 1937/1938 nach Guatemala, zog dort Pfauentruthühner (Agriocharis ocellata) auf und brachte ein Dutzend dieser Küken mit dem Schiff lebend nach Frankreich. Zudem sammelte er in jener Zeit Vögel im Auftrag von Jean Théodore Delacour und für das Muséum national d’histoire naturelle asiatische Reptilien, Vögel und Säuger. 1939 erwarb der Zoo Zürich einen männlichen Kappengibbon (Hylobates pileatus), der bis 1948 lebte.
Cordier unternahm während und nach dem Zweiten Weltkrieg zahlreiche weitere Reisen, um die steigende Nachfrage der Zoologischen Gärten und Privatsammler nach exotischen Tieren zu erfüllen. So belieferte er mehrere Jahre den New Yorker Zoo.
Charles Cordier heiratete 1947 in New York Emma Maria, genannt Emy, geborene Wilhalm (* 18. November 1903). Sie war nach Abschluss ihrer Ausbildung an der Hotelfachschule Luzern nach den USA ausgewandert und wurde 1938 dort eingebürgert. Sie war fortan zuständig für die Ernährung und Eingewöhnung der Wildtiere. Zudem versorgte sie die Tiere medizinisch (Wurmkuren und Behandlung mit Antibiotika) und gewöhnte die Tiere an die Menschen. 1948 lernte das Ehepaar den damaligen Direktor des Basler Zoos Heini Hediger kennen.
1949 landete Cordier mit einem mit 252 Tieren von 82 Arten vollgeladenen DC-4-Flugzeug der Sabena in New York. Darunter waren sieben Kongopfauen (Afropavo congensis). Nach den grossen Erfolgen der Sammelreisen und dem Import seltener Tiere nach Europa und Amerika ging die Nachfrage zurück und es wurde um die Cordiers in der Nachkriegszeit stiller. In der Folge reiste und sammelte das Ehepaar auf eigene Rechnung.
Charles Cordier amtete zwischen 1953 und 1957 als Bird curator im Zoo von Cleveland. Anschliessend weilten die Cordiers als selbstständige Tierfänger in Belgisch-Kongo. In Folge der Kongokrise wurde im April 1961 Emy Cordier von Rebellen überfallen und dabei schwer verletzt. Das Ehepaar mussten das Land verlassen und gezwungenermassen ihre Tiere in kurzer Zeit und unter Wert an Zwischenhändler verkaufen. An Silvester 1961 reiste das Ehepaar fast mittellos über Nairobi nach Zürich. Als im Laufe der 1960er-Jahre neue Tierschutzgesetze die Wildtierzucht auf Zoos beschränkte, bekam seine Karriere und damit ihre Existenzgrundlage einen weiteren Einbruch.
1963 reiste das Ehepaar nach Peru, um in der Region der Jiwaro-Indianer eine neue Existenz aufzubauen. Später lebte es Cochabamba in Bolivien. Auf der Suche nach Raritäten zeigten verschiedene Zoos Interesse an Anden- und Jamesflamingos, an Darwinnandus, an Riesen- und Rüssel-Blesshühnern und Puna-Tinamous. Einmal mehr war Cordier als Einziger in der Lage, eingewöhnte und an Zoofutter gewöhnte Jungvögel der beiden Flamingoarten anzubieten und zu liefern. Das Vogelfutter bestand aus bolivianischen Kükenfutter, vermischt mit sogenannten Hong-Kong-Fliegen, die er sich aus Europa liefern liess.
Nachdem der Ornithologe Rodolphe Meyer de Schauensee aus seiner Sammlung den Balg des Südlichen Helmhokko (Pauxi unicornis) Cordier gezeigt hatte, war dies für ihn der Impuls für die Suche nach diesem «ornithologischen Superlativ». Im Juli 1969 fand Cordier bei den Yuracarè auf der Höhe von 1100 Metern einen zahmen Bolivien-Hokko. Dieser ging mit einem Flugzeug an den Frankfurter Zoo zu Bernhard Grzimek. 1972 lieferte Cordier je einen weiteren Bolivien-Hokko dem Zoo Antwerpen und 1981 dem Vogelpark Walsrode in Deutschland.
Aus finanziellen und politischen Gründen kehrte das Ehepaar im Mai 1984 mitsamt seiner gesamten persönlichen Fangausrüstung – die Fracht wog 1300 Kilo – aus Bolivien in die Schweiz zurück. Nach längerer Suche fand es eine Bleibe in einem Altersheim in Zürich-Höngg. Nach einer vergeblichen Frischzellenkur in der Bircher-Benner-Klinik, die Charles Cordier zur Linderung seiner chronischen Rückenschmerzen auf sich genommen hatte, waren die gesamten Ersparnisse aufgebraucht. Emy Cordiers Idee, ihre Lebenserinnerungen zu veröffentlichen, scheiterte daran, dass deutsche wie amerikanische Verleger meinten, das Thema Tierfang und ihre persönliche Lebensgeschichte seien nicht mehr zeitgemäss und würden keine Leserschaft finden. Im Gegensatz zu amerikanischen und europäischen Bekannten unterstützten diverse Freunde aus der Schweiz das Ehepaar, so u. a. Heini Hediger, Romuald Burkard, Rudolf Geigy, Ernst Lang sowie Urs Rahm und Ursula Rahm.
Nach Emy Cordiers Tod im April 1990 wurde Charles Cordier von der städtischen Fürsorgebehörde eine Einzimmerwohnung in Schwamendingen zugeteilt. Gezeichnet von einem entbehrungsreichen Leben und durchgestandenen Krankheiten starb er am 8. August 1994 in Zürich. Er wurde im Urnengrab 2128 neben seiner Frau auf dem Friedhof Hönggerberg beigesetzt.
2016 übergab René E. Honegger, langjähriger Kurator für Aquarium und Terrarium im Zoo Zürich, zahlreiche Notizbücher, Dokumente, Fotos und die Pässe von Charles Cordier und seiner Frau Emy dem Archiv der Stadt Zürich. Cordiers Schriften haben Eingang in die Fachliteratur gefunden.

## Archiv
- Stadtarchiv Zürich, VII.549: Nachlass von Charles Cordier